# Le Violon de Vincent
Pour plus de détails, voir Fiche technique et Distribution.
Le Violon de Vincent est un téléfilm français réalisé dans le Vercors par Jean-Pierre Gallo d’après un scénario d'Albert Prévost.

## Synopsis
Vincent est un vieil homme solitaire qui vit dans le Vercors. Il préfère la compagnie de ses chiens à celles des hommes, et il est victime de la méchanceté et de l’incompréhension de son entourage… 

## Fiche technique
- Réalisation : Jean-Pierre Gallo
- Scénario : Albert Prévost
- Musique : Stéphane Grappelli
- Directeur Photo : André Dumaître
- Production : ORTF
- Genre : Drame
- Date de sortie: 1973 ( France)

## Distribution
- Charles Vanel : Vincent
- Henri Marteau : Étienne
- Françoise Prévost : l'infirmière Jolie
- Jacqueline Fontaine
- René Lafleur
- Fanny Renan
- Jacques Dhery
- Bernard Pinet
- Jeanne Pérez
- Pierre Lafont